# SDSS J020742.48+000056.2
SDSS J020742.48+000056.2 (oft abgekürzt, beispielsweise als SDSS J020742+0000 oder SDSS 0207, sowie auch als 2MASS J020742.84+000056.4 bezeichnet) ist ein etwa 100 Lichtjahre entfernter Brauner Zwerg im Sternbild Walfisch. Er gehört der Spektralklasse T4.5 an und seine Eigenbewegung beträgt um 0,16 Bogensekunden pro Jahr. Seine Identifikation als T-Zwerg wurde von Geballe et al. im Jahr 2002 publiziert.